# ملكة جمال الولايات المتحدة الأمريكية 1959
ملكة جمال الولايات المتحدة الأمريكية 1959 (بالإنجليزية: Miss USA 1959)‏ هي النسخة الثامنة من مسابقة ملكة جمال الولايات المتحدة الأمريكية منذ انطلاقتها عام 1952، عقدت المسابقة في لونغ بيتش ، كاليفورنيا في 22 يوليو 1959. وفازت بالمسابقة تيري هانتينغدون من كاليفورنيا ، وتسلمت اللقب من قبل ملكة جمال الولايات المتحدة الأمريكية المنتهية ولايته أرلين هاول من لويزيانا. كانت هانتينغدون أول امرأة من كاليفورنيا تفوز بلقب ملكة جمال الولايات المتحدة الأمريكية ، وأول امرأة تفوز في ولايتها. بعد يومين من فوزها ، واصلت هانتينغدون المركز الثاني في مسابقة ملكة جمال الكون 1959.

## النتائج

### المراكز النهائية
| النتائج النهائية                          | المتنافسة |
| ----------------------------------------- | --- |
| ملكة جمال الولايات المتحدة الأمريكية 1959 | - كاليفورنيا - تيري هانتينغدون |
| الوصيفة الأولى                            | - تكساس - كاريلجين دوغلاس |
| الوصيفة الثانية                           | - فلوريدا - نانيتا جرين |
| الوصيفة الثالثة                           | - جورجيا - دوروثي تايلور |
| الوصيفة الرابعة                           | - نيويورك - ارلين نيسبيت |
| أفضل 15                                   | - ألاباما - بات سوليفان - أركنساس - دونا نيدهام - كولورادو - ديان غاردنر - أيوا - كاي نيلسون - لويزيانا - ماري لوبيانكو - مين - كارولين كومانت - ماريلاند - ديان وايت - ميزوري - باربرا ستيل - نيفادا - جوي بلين - فرجينيا الغربية - ويلدا إستيب |

## المتسابقات
شاركت متسابقات الولايات في مسابقة ملكة جمال الولايات المتحدة الأمريكية 1959:
| - ألاباما - بات سوليفان - ألاسكا - آنا ليكانوف - أريزونا - باتريشيا فارجا - أركنساس - دونا نيدهام - كاليفورنيا - تيري هانتينغدون - كولورادو - ديان جاردنر - كونيتيكت - جين بورغاردت - ديلاوير - ليندا هومز - مقاطعة كولومبيا - شيرلي هوبس - فلوريدا - نانيتا جرين - جورجيا - دوروثي تايلور - أيداهو - بات شيربورن - إلينوي - أرلين كاي - إنديانا - أنيتا واتكينز - آيوا - كاي نيلسون - كنتاكي - شيري واتكينز - لويزيانا - ماري لوبيانكو - مين - كارولين كومانت - ماريلاند - ديان وايت - ماساتشوستس - بياتريس دوبري - ميشيغان - سوزان ويسترجارد - مينيسوتا - موريل فيربانكس - ميزوري - باربرا ستيل | - مونتانا - بار بيث سميث - نبراسكا - بريسيلا إيكريتش - نيفادا - جوي بلين - نيوهامبشير - نانسي جراي - نيو جيرسي - جيرالدين بيندر - نيومكسيكو - كارول جونز - نيويورك - أرلين نيسبيت - كارولاينا الشمالية - بيغي براون - داكوتا الشمالية - باتريشيا ماكجينلي - أوهايو - ماري دي كارلو - أوكلاهوما - سوندرا أوزبورن - بنسيلفانيا - رودا كاتشيكو - رود آيلاند - غلوريا رايدر - كارولاينا الجنوبية - ماري باول - داكوتا الجنوبية - جينين ستراتون - تينيسي - مارسيا دانيال - تكساس - كاريلجين دوغلاس - يوتا - ميلاني كانفيلد - فيرمونت - ساندرا لاكيري - فرجينيا - بات بويندكستر - واشنطن - ليا روبنسون - فيرجينيا الغربية - ويلدا إستيب - ويسكونسن - شارلين كراوس |

## روابط خارجية
- موقع ملكة جمال الولايات المتحدة الأمريكية الرسمي